# Milton Aguiar
Milton Aguiar (Teresina, 5 de outubro de 1923 – Teresina, 14 de agosto de 1978) foi um advogado, farmacêutico e político brasileiro, outrora deputado estadual pelo Piauí.

## Dados biográficos
Filho de Eurípedes Clementino de Aguiar e Maria das Graças Falcão Lopes Aguiar. Farmacêutico graduado na Universidade Federal de Minas Gerais e advogado pela Universidade Federal do Piauí, foi eleito deputado estadual pela UDN em 1950, 1954 e 1958, mas perdeu a eleição para prefeito de Teresina via PSP em 1962. Após o fim do mandato, passou a trabalhar como auditor fiscal da Receita Federal.
Seu pai foi governador do Piauí entre 1916 e 1920.